# Paul Brisac
Pour les articles homonymes, voir Brisac.
Paul Brisac, né le 23 août 1902 à Villard-de-Lans et mort le 6 août 1991 à Vaison-la-Romaine, est un résistant français.

## Biographie
Cadre supérieur de l'entreprise grenobloise Merlin-Gerin, capitaine d'artillerie de réserve, il quitte son usine, en août 1943, pour s'engager dans le Vercors et prend le commandement, le 9 juin 1944, d'une compagnie civile. Il participe au Plan Montagnard de bouclage du massif par les résistants avec le Capitaine Goderville et, avec celui-ci est chargé de la défense de Saint-Nizier.